# Jan Engelgard
Jan Engelgard (ur. 2 grudnia 1957 w Sycowie) – polski historyk, publicysta, pisarz, samorządowiec oraz polityk.

## Życiorys

### Wykształcenie
W 1978 został absolwentem Liceum Ogólnokształcącego im. Bolesława Chrobrego w Gryficach. W 1983 ukończył studia na Wydziale Historycznym Uniwersytetu Warszawskiego. Magisterium z historii uzyskał na podstawie pracy magisterskiej pt. Kadra I Korpusu Polskiego w niepodległej Polsce (1918–1921). Aspekty wojskowe i polityczne, napisanej pod kierunkiem profesora Tadeusza Jędruszczaka.

### Działalność zawodowa i publiczna
Należał do Polskiego Związku Katolicko-Społecznego. Wystąpił z niego w 1984, gdy z funkcji prezesa ustąpił Janusz Zabłocki. W latach 1984–1990 był członkiem Stowarzyszenia „Pax”, gdzie zajmował się publicystyką historyczną, pisząc głównie na temat przedwojennego obozu narodowego. W 1991 wstąpił do Stronnictwa Narodowo-Demokratycznego, w którym objął funkcję wiceprezesa. Wszedł również w skład zarządu stowarzyszenia „Civitas Christiana”.
Publikował m.in. w „Najwyższym Czasie!”, „Nowym Świecie” i „Ładzie”. Od 1992 do 1993 pracował jako komentator „Słowa Powszechnego”. Następnie był dziennikarzem „Katolika” i „Kierunków”. Od 1993 publikował w następcy „SP” – „Słowie. Dzienniku Katolickim” (będąc zastępcą redaktora naczelnego tego pisma).
W 1997 został redaktorem naczelnym tygodnika „Myśl Polska” (od 2001 do 2004 wydawanego pod nazwą „Nowa Myśl Polska”).
W wyborach samorządowych w 1998 bezskutecznie ubiegał się o mandat radnego sejmiku mazowieckiego z listy koalicji Ruch Patriotyczny Ojczyzna. Z ramienia Ligi Polskich Rodzin bez powodzenia kandydował w wyborach do Parlamentu Europejskiego w 2004 (uzyskał 2387 głosów) i w wyborach parlamentarnych w 2005 (dostał 224 głosy). W okresie od 24 października 2005 do 24 listopada 2006 był członkiem zarządu województwa mazowieckiego II kadencji. Pełnił później funkcję wiceprzewodniczącego zarządu głównego Ruchu Ludowo-Narodowego. Działał także w Kresowym Ruchu Patriotycznym. Został współpracownikiem związanego z Klubem Zachowawczo-Monarchistycznym portalu Konserwatyzm.pl. Autor tekstów historycznych w specjalistycznym kwartalniku „Niepodległość i Pamięć”.
Później zatrudniony został w Muzeum Niepodległości w Warszawie, gdzie do marca 2022 pełnił funkcję kierownika X Pawilonu Cytadeli Warszawskiej. Jest przewodniczącym Rady Fundacji Narodowej im. Romana Dmowskiego.
W 2020 wszedł w skład Komitetu Budowy Pomnika gen. Tadeusza Rozwadowskiego w Warszawie.
W 2025 znalazł się na liście osób, które w ocenie państwowej komisji ds. badania wpływów rosyjskich rozpowszechniają propagandę Kremla Treści  zawarte w tygodniku "Myśl Polska" zdaniem komisji szerzyły poglądy antyukraińskie i prorosyjskie, wydając m.in. teksty Aleksandra Dugina, jednego z ideologów Kremla. 

## Wyróżnienia
W 2014 otrzymał odznaczenie Polonia Mater Nostra Est.

## Publikacje
- „Cud nad Wisłą” – 1920 rok, „Pod Prąd”, Warszawa 1988.
- Testament Dmowskiego. Niemcy-Rosja-Polska, Wyd. Polskie, Warszawa 1996, ISBN 83-905683-4-9.
- Wielka gra Bolesława Piaseckiego, Wydawnictwo Prasy Lokalnej, Warszawa 2008, ISBN 978-83-925284-4-9.
- Lech Kaczyński w Tbilisi (współautor Adam Wielomski), Wydawnictwo Prasy Lokalnej, Warszawa 2008, ISBN 978-83-925284-1-8[16].
- W imię czego ta ofiara? Obóz Narodowy wobec Powstania Warszawskiego (współautor Maciej Motas), Wydawnictwo Prasy Lokalnej, Warszawa 2009, ISBN 978-83-925284-3-2[17].
- Myśl polityczna Romana Dmowskiego, Muzeum Niepodległości w Warszawie, Warszawa 2009, ISBN 978-83-87516-89-5[18].
- Wirus rusofobii: szkice polemiczne, Wydawnictwo Prasy Lokalnej, Warszawa 2010, ISBN 978-83-925284-9-4[19].
- Między romantyzmem a realizmem – szkice z dziejów Narodowej Demokracji (współautor Maciej Motas), Wydawnictwo Prasy Lokalnej, Warszawa 2011, ISBN 978-83-925284-2-5[20].
- Klątwa generała Denikina, Wydawnictwo Prasy Lokalnej, Warszawa 2011, ISBN 978-83-64037-67-2[21].
- Antologia Zbrodni Smoleńskiej (współautorzy Adam Wielomski i Maciej Motas), Wydawnictwo ARTE, Warszawa 2011, ISBN 978-83-61938-32-3[22].
- Roman Dmowski 1864–1939, Wydawnictwo Myśl Polska, Warszawa 2014, ISBN 978-83-935144-6-5.
- Stepan Bandera w Kijowie: kulisy rewolucji na Ukrainie (współautorzy Arkadiusz Meller i Adam Wielomski), Oficyna Wydawnicza Capital, Warszawa 2014, ISBN 978-83-640-3785-6[23].
- Bolesław Piasecki 1939–1956, Wydawnictwo Myśl Polska, Warszawa 2015, ISBN 978-83-935144-4-1.
- Roman Dmowski – współtwórca Niepodległej, Muzeum Niepodległości w Warszawie, Warszawa 2017, ISBN 978-83-65439-22-2[24].
- U źródeł polityki polskiej. Od Wielopolskiego do Dmowskiego, Wydawnictwo Myśl Polska, Warszawa 2018, ISBN 978-83-947595-4-4[25].